# Стэнли Ка Дабба
«Стэнли Ка Дабба» или «Школьный завтрак» (хинди स्टैनली का डब्बा) — индийский художественный фильм, снятый на языке хинди, режиссёром, сценаристом и продюсером которого выступил Амол Гуптэ. В главных ролях — Парто Гуптэ (сын Амола Гуптэ), Дивья Дутта, Дивья Джагдейл, Радж Зутши и Амол Гуптэ. Фильм был выпущен в прокат 13 мая 2011 года.

## Сюжет
Стэнли (Парто Гупте) учится в четвёртом классе школы Святого Семейства в Мумбаи. Учительница английского языка г-жа Рози (Дивья Датта) особенно впечатлена его творческими способностями, остроумием и юмором. Его юмористические эссе и декламация стихов делают его фаворитом в классе. Однако его воображение не всегда вознаграждается; учитель естествознания (Дивья Джагдале) упрекает его за попытку построить светлый дом как часть проекта класса, поскольку он не придерживается заданной темы.
В отличие от всех своих одноклассников, Стэнли не носит в школу ланч. Так же поступает Верма (Амол Гупте), учитель хинди, который время от времени крадёт у учеников еду. Однажды он опаздывает на обеденный перерыв и лишается возможности разделить еду с учениками. Обозлённый Верма отчитывает Стэнли за то, что он не принёс свой собственный ланч. После этого мальчик решает отказываться от еды своих одноклассников под предлогом того, что он будет есть дома. Но остальные ученики вскоре раскрывают его ложь и Стэнли говорит им, что ему некому готовить, поскольку его родители уехали в Дели. Ребята решают тайно делиться с ним, скрываясь от учителя хинди. Когда тот ловит их в конце концов, он требует от Стэнли либо принести свою собственную еду, либо прекратить ходить в школу. Стэнли обязывает и перестаёт ходить в школу.
В это время друзья Стэнли узнают о межшкольном концерте, для которого, по их мнению, он идеально подойдёт. Тем не менее, поскольку Верма отстранил его от занятий в школе, он начинает посещать практические занятия для концерта тайно. Вскоре после этого его замечает один из организаторов концерта. Его талант признан, и он немедленно включён в труппу. В то же время миссис Рози узнаёт о причинах отсутствия Стэнли и в гневе противостоит Верме, требуя от него «немного постыдиться», так как Стэнли «просто ребёнок».
Однажды Стэнли приносит в школу свой собственный ланч, предлагает это учителю хинди и просит у него разрешения вернуться. Верма приносит мальчику извинения в письме и обещает никогда не возвращаться в школу.

## В ролях
- Парто Гупте —  Стэнли Фернандэс
- Амол Гупте — Бабубхай Верма по прозвищу «Кабан», учитель хинди
- Дивья Дутта — мисс Рози, учительница английского языка
- Дивья Джагдале — мадам Айер, учительница естествознания
- Рахендранат Зутши — Раджендранатх Зутши, учитель истории
- Адитья Лакхия — Паршу (сторож)
- Рахул Сингх — директор школы
- Шивкумар Субраманиам — учитель математики
- Кадамбари Шантшри — учитель искусства
- Нуман Шейх — Аман Верма (друг Стэнли)
- Джитендра Рай — Акрам
- Фараз Ансари — концертный хореограф

## Производство
После успеха фильма «Звёздочки на земле» Амол Гуптэ захотел сделать небольшую кинокартину с невысоким бюджетом. Деньги на съёмки он одолжил у друзей и начал производство с командой из пяти человек. Чтобы заснять все нужные сцены, съёмочная бригада работала по четыре часа каждую субботу в течение полутора лет. Для съёмок использовалась камера Canon EOS 7D. Всего в фильме было задействовано 170 детей. После того, как фильм был завершён, Гупте показал его Карану Джохар, который помог ему подписать контракт с Fox Star Studios.
В первые две недели «Стэнли Ка Дабба» заработал 38 млн рупий. Итоговые сборы составили более 50 млн.

## Саундтрек
Музыку для фильма написали Хитеш Соник и Амол Гуптэ.
Все тексты написаны Амолом Гуптэ.
| №  | Название                            | Музыка      | Исполнители       | Длительность |
| -- | ----------------------------------- | ----------- | ----------------- | ------------ |
| 1. | «Dabba!»                            | Хитеш Соник | Сукхвиндер Сингх  | 4:20         |
| 2. | «Jhoola Jhool»                      | Амол Гуптэ  | Hamsika Iyer      | 2:41         |
| 3. | «Life Bahot Simple Hai»             | Хитеш Соник | Шаан              | 4:34         |
| 4. | «Nanhi Si Jaan»                     | Хитеш Соник | Шанкар Махадеван  | 5:39         |
| 5. | «Tere Andar Bhi Kahin»              | Хитеш Соник | Вишал Дадлани     | 5:38         |
| 6. | «Tere Andar Bhi Kahin – Aditya Rox» | Хитеш Соник | Адитья Чакраварти | 1:44         |
| 7. | «Thirsty – Stanley's Theme»         |             |                   | 2:50         |

## Критика
«Стэнли Ка Дабба» получил положительные отзывы критиков по всей Индии. Раджа Сен из Rediff.com дал ему 5 звезд из 5, заявив, что это будет «лучший, самый чистый фильм, который выйдет в киноиндустрии на хинди в ближайшее время».
Кинокритик Раджив Масанд из CNN-IBN выставил рейтинг 4/5, назвав его «трогательным».
Анурама Чопра на сайте NDTV сказала: «я рекомендую вам найти время для фильма. У него есть неотъемлемая сладость и честность, которые останутся с вами долго после того, как фильм закончится» и дала ему 3,5 из 5 звезд.
Пратим Д. Гупта из The Telegraph высоко оценил «Стэнли Ка Дабба», назвав его «поездкой назад к невинности и доброте детства». Он также написал о том, что «есть одна вещь, которую этот фильм напомнит вам: жизнь похожа на „Стэнли Ка Дабаба“… вы никогда не знаете, что вы получите».
Портал развлечений FilmiTadka дал ему 3,5 из пяти звезд, отметив в рецензии: «Стэнли Ка Дабба определенно не такой роскошный, как „Звёздочки на земле“, но режиссёру удаётся держать фильм на правильном пути, в качестве зрителя я обнаружил себя смеющимся, плачущим и чувствующим себя ребёнком. Это простая история, которая определенно напомнит каждому о его школьных днях». Нихат Казми из «Times of India» написал: «Не пропустите этот богатый и нюансами соус карри как для молодого, так и для взрослого сердца», снова дав фильму 3,5 из 5 звезд.
Общий рейтинг фильма на основе 10 рецензий по данным ReviewGang составил 8 из 10.

## Награды
Фильм был представлен на 10 крупных международных кинофестивалях, в том числе фестивале Южно-Азиатского кино в Чикаго, фестивале индийских фильмов в Праге, Международном кинофестивале для детей и молодых зрителей SCHLINGEL, Международном кинофестивале в Пусане, Мумбайском международном кинофестивале MAMI, Международном кинофестивале детских фильмов в Индии, Минском международном кинофестивале, Международном кинофестивале в Нигерии», Filem'on in Begium и 29-м Международном кинофестивале молодых зрителей Ale Kino! в Польше.
Исполнитель главной роли Парто Гупте в 2012 году был отмечен специальной премией Filmfare и Национальной кинопремией за лучшую детскую роль.